# Tina Sauerländer
Tina Sauerländer (* 1981 in Kassel) ist eine deutsche Kuratorin und Autorin. Sie ist Mitbegründerin und Ko-Direktorin von peer to space, einer international tätigen Ausstellungsplattform, die 2010 in München gegründet wurde.

## Beruflicher Werdegang
Sauerländer wuchs in Melsungen auf und legte dort an der Geschwister-Scholl-Schule im Jahr 2000 ihr Abitur ab. Anschließend studierte sie Kunstgeschichte, Betriebswirtschaftslehre und bayerische Kirchengeschichte an der Ludwig-Maximilians-Universität. Von 2007 bis 2011 war sie als kaufmännische Assistenz am Haus der Kunst in München unter der Leitung von Chris Dercon tätig. Von 2011 bis 2013 arbeitete sie für die Berliner Camera Work AG, einer Galerie für zeitgenössische Fotografie. Von 2013 bis 2015 war sie als Kuratorin für die Sammlung Haupt in Berlin tätig.
Seit 2010 arbeitet Sauerländer als freie Kuratorin und Autorin. Sie ist Mitbegründerin der internationalen Ausstellungsplattform peer to space, der Recherchedatenbank für Virtual Reality-Kunst Radiance VR, sowie Gründerin des SALOON, einem internationalen Netzwerk für Frauen in der Kunstszene.
In Kooperation mit der mexikanisch-kanadischen Kuratorin Erandy Vergara entwickelte sie 2017 mit Unterstützung des Goethe-Instituts in Montréal sowie Studio XX das Ausstellungskonzept Critical Approaches in Virtual Reality Art, das seitdem u. a. im Halcyon Arts Lab in Washington, D.C. mit der Ausstellung Envisioning The Future (2018) zu sehen war.
2022 erzielte sie an der Universität für künstlerische und industrielle Gestaltung Linz einen Ph.D.- Abschluss zum Thema „PERFORMING IDENTITIES. Self-Representation in Art from the Renaissance to Virtual Worlds“.
2023 war Sauerländer Jury-Mitglied der Vienna Art Week.

### peer to space
Sauerländer gründete die Ausstellungsplattform peer to space zusammen mit Maja Block im Jahr 2010 in München. Nach dem Ausstieg von Maja Block leitete sie peer to space von 2013 bis 2017 allein von Berlin aus. Seit 2017 ist Peggy Schoenegge als Partnerin Teil des Teams. Peer to space verbindet das Konzept des Peer-to-Peer-Netzwerks mit der Idee, neuen künstlerischen Ausdrucksformen Raum zu geben. Peer to space hat keinen eigenen Ausstellungsraum, sondern arbeitet projektbezogen mit Kunstinstitutionen wie dem Haus der elektronischen Künste Basel oder dem NRW-Forum Düsseldorf zusammen, um internationale Gruppenausstellungen zu realisieren. Sie beschäftigen sich damit, wie das Internet und das digitale Zeitalter Gesellschaft und persönliche Lebenswelten verändern und prägen. Ein Hauptanliegen ist zudem die Präsentation von Kunst mit neuen Medien wie Virtual Reality oder Augmented Reality.

### Radiance VR
Zusammen mit Philip Hausmeier gründete Sauerländer Radiance VR, eine internationale Online-Plattform für die Recherche von künstlerischen Virtual Reality-Erfahrungen. Sie repräsentieren internationale Künstler, die mit dem Medium arbeiten, darunter Tamiko Thiel, Jakob Kudsk Steensen und Manuel Roßner. In projektbezogenen Kooperationen mit Institutionen wie dem Künstlerhaus Graz, Process Festival Dortmund, Open Source Festival Düsseldorf, Bayerisches Filmzentrum München oder Digifest in Toronto verhelfen sie VR-Kunst zu mehr Sichtbarkeit.

### SALOON
Der SALOON ist ein von Sauerländer im Jahr 2012 in Berlin gegründetes Netzwerk für Frauen, die in der Kunstbranche als Kuratorinnen, Künstlerinnen, Journalistinnen oder in Galerien, Museen oder Universitäten tätig sind. Der Name bezieht sich ironisch auf die einst männlichen Sphären der Salons de Paris sowie der Kneipen des Wilden Westens.

## Ausstellungen (Auswahl)
- UNLEASHED UTOPIAS. Artistic Speculations about Today and Tomorrow in the Metaverse, Exhibition of the VR ART PRIZE by DKB and CAA Berlin, with Marlene Bart, Anan Fries, Mohsen Hazrati, Rebecca Merlic, Lauren Moffatt, Sept. 9 - Nov. 5, 2023, Haus am Lützowplatz, Berlin
- SKIN DEEP, Solo exhibition of Jonas Blume, at SCOPE BLN, April 29 to May 27, 2022
- Resonanz der Realitäten - Resonant Realities, Exhibition of the  VR ART PRIZE by DKB in Cooperation with CAA Berlin, with Banz & Bowinkel, Evelyn Bencicova, Armin Keplinger, Lauren Moffatt and Patricia Detmering, Haus am Lützowplatz, Berlin, April 16 - July 4, 2021
- Radiosands, sound installation by Thom Kubli, Haus am Lützowplatz, Berlin, August 23 - September 1, 2019
- SPECULATIVE SPECIES. VR Art in the Age of the Anthropocene, curated with Erandy Vergara and Peggy Schoenegge, at ESPRONCEDA - Center for Art & Culture, supported by the Goethe Institut Barcelona, June 20-July 1, 2019

## Publikationen (Auswahl)
- Resonant Realities. On the Critical Potential of VR Art, in: Resonant Realities, exhibition cat. of the VR ART PRIZE, 2021
- Reflecting on Life on the Internet: Artistic Webcam Performances from 1997 to 2017, in: Self-Representation in an Expanded Field, Ace Lehner (Ed), MDPI, 202
- A Short History of Self-Representation in Digital Art, DAHJ Journal, 2020
- The Value of Virtual Art, with Peggy Schoenegge, at: Virtual Reality Edition Digital Culture 6, Migros-Kulturprozent, May 2019
- From Pompeii To Nausea - History of Virtual Reality in Visual Arts, at: 50 Years of Realism  - From Photo-Realism to Virtual Reality, Exh. Cat., Centro Cultural Banco de Brasil, 2018